# 丘埃卡站
丘埃卡站（西班牙語：Estación de Chueca）是马德里地铁5号线车站，车站位于收费区A。车站服务周边的LGBT社区丘埃卡。2016年6月同性戀自豪日后，车站颜色由原先的蓝色改为象征LGBT的彩虹色，以凸显该站作为马德里大区多元与包容的典范。车站设有一个出口，通往丘埃卡广场。

## 图片
- 车站出入口
- 车站扶梯
- 翻修前的车站站台